# Horst Stachelhaus
Horst Stachelhaus (* 15. Oktober 1950; † 20. Mai 1999 in Eitorf) war ein deutscher Musiker.
Stachelhaus war Bassist der deutschen Rockgruppen Message Anfang der 1970er Jahre sowie bei Birth Control von 1977 bis 1979 und von 1993 bis 1998. Lange Zeit bildete er zusammen mit Manni von Bohr (Schlagzeug) das Line-up von Randy Hansen und von Alex Oriental Experience. 
Stachelhaus war lange Jahre Chefredakteur des Fachblatt Musikmagazins.
1998 trat er das letzte Mal mit Birth Control auf, 1999 starb er nach langer Krankheit.